# شکست ابرنواختر
شکست ابرنواختر یا ابرنواختر ناموفق (انگلیسی: Failed supernova) یک رویداد نجومی در اخترشناسی پدیده‌های گذرا زمانی است که در آن یک ستاره به‌طور ناگهانی مانند مرحله اولیهٔ یک ابرنواختر درخشان می‌شود، اما سپس به شار عظیم یک ابرنواختر افزایش نمی‌یابد. آنها را می‌توان به عنوان زیرمجموعه‌ای از ابرنواختر فریبکار به حساب آورد. آنها را گاهی به‌طور گمراه کننده‌ای «ابرنواختر غیر نو» نامیده‌اند.

## بررسی اجمالی
تصور می‌شود که ابرنواخترهای شکست خورده سیاهچاله‌های ستاره‌ای را با فروپاشی یک ستاره ابرغول سرخ در مراحل اولیه یک ابرنواختر ایجاد می‌کنند. هنگامی که ستاره دیگر نمی‌تواند خود را نگه دارد، هسته به‌طور کامل فرو می‌ریزد و سیاهچاله‌ای با جرم ستاره‌ای تشکیل می‌دهد و ابرنواختر نوظهور را بدون انفجار عظیم می‌بلعد. برای یک ناظر دور، به نظر می‌رسد که ستاره ابرغول سرخ با شعله‌ور شدن کم یا بدون چشمک از وجود خود چشمک می‌زند. به نظر می‌رسد موارد مشاهده شده از این ناپدید شدن‌ها شامل ستارگان ابرغول با جرم بیش از ۱۷ برابر جرم خورشیدی باشد.

## فرایند و ساختار
ابرنواخترهای شکست خورده یکی از چندین رویدادی هستند که از نظر تئوری ظهور سیاهچاله‌ای را نشان می‌دهند که از یک ستاره بسیار پرجرم متولد شده است، دیگر رویدادها از جمله ابرنواخترها و انفجارهای پرتو گاما طولانی مدت.